# Priolo Gargallo
Priolo Gargallo ist eine Stadt im Freien Gemeindekonsortium Syrakus in der Region Sizilien in Italien mit 11.233 Einwohnern (Stand 31. Dezember 2023).

## Lage und Daten
Priolo Gargallo liegt 12 km nordwestlich von Syrakus.
Die Nachbargemeinden sind Melilli, Syrakus, Solarino und Sortino.

## Geschichte
Die frühesten menschlichen Siedlungsspuren stammen aus der Bronzezeit.

## Wirtschaft
Die Einwohner arbeiten hauptsächlich in der chemischen Industrie (Petrolverarbeitung im Industriekomplex Augusta-Priolo) und in der Landwirtschaft. Ein 2003 in Betrieb gegangenes Gas-und-Dampf-Kombikraftwerk wurde mit einem 2010 eröffneten Sonnenwärmekraftwerk gekoppelt; die Anlage ist die erste weltweit, die Salzschmelze zur Wärmeübertragung und -speicherung einsetzt.

## Sehenswürdigkeiten

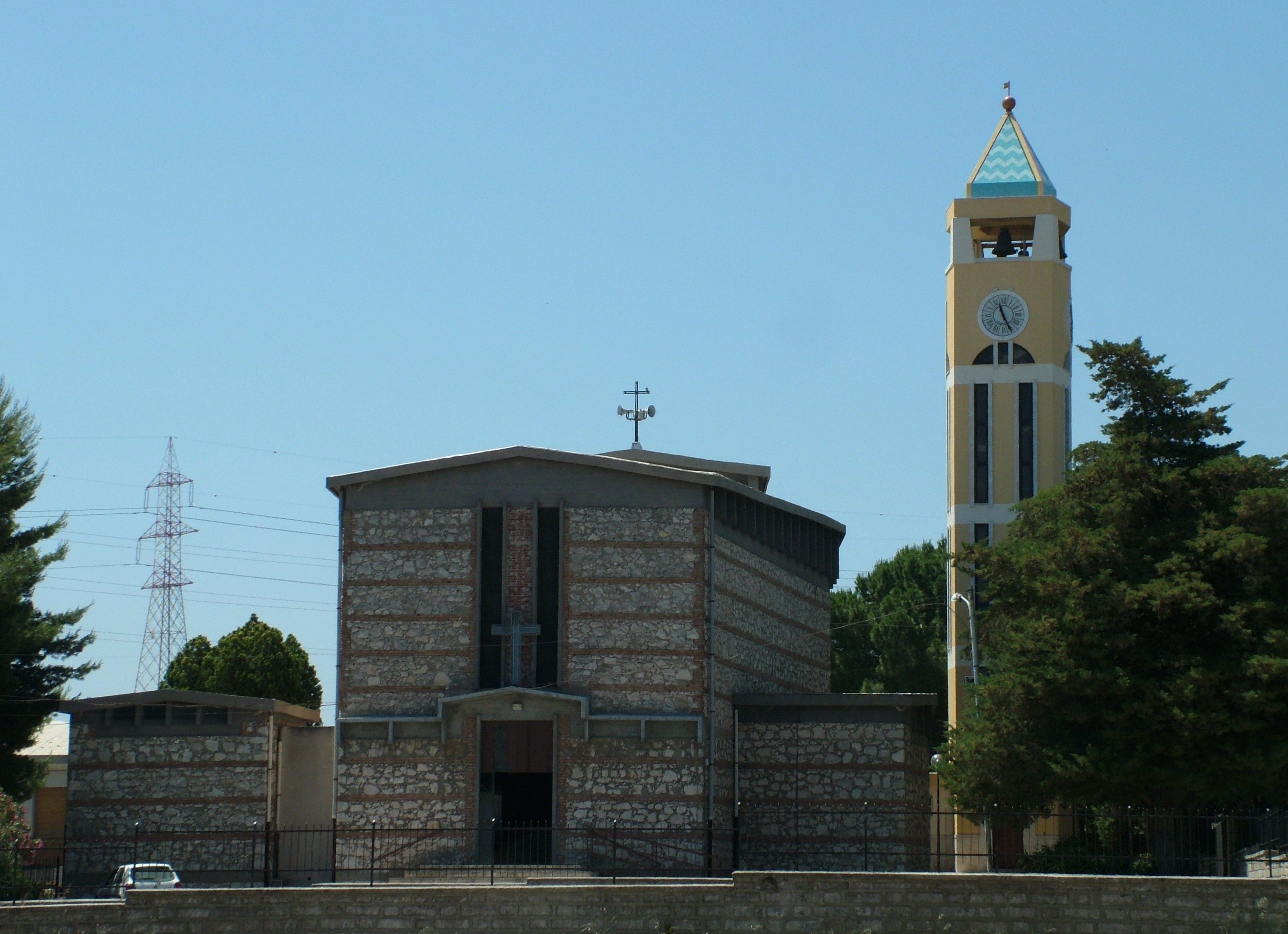
Chiesa dell’Angelo Custode

- Thapsos, eine prähistorische Siedlung außerhalb von Priolo Gargallo auf der Halbinsel Magnisi
- Chiesa dell’Angelo Custode (Kirche des Schutzengels)
- Kirche San Focà, erbaut im 5. Jahrhundert (außerhalb des Ortes)

## Panoramabild

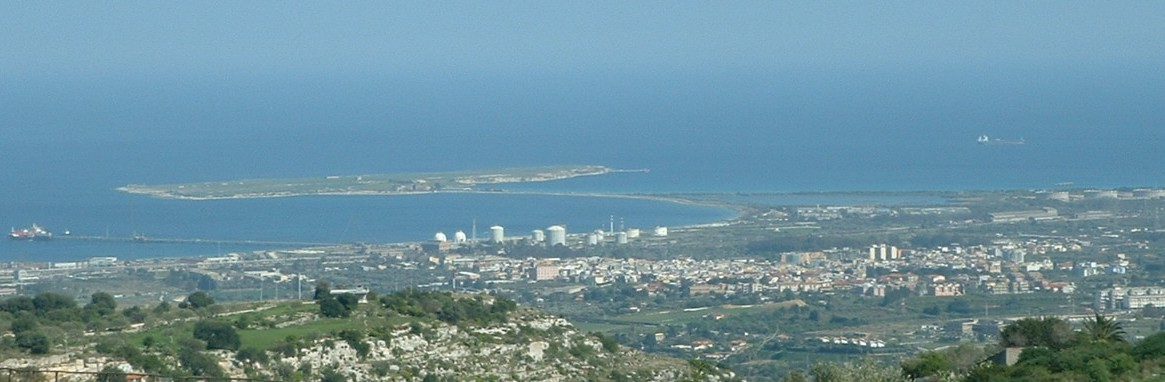
Priolo Gargallo, im Hintergrund die Halbinsel Magnisi